# 本間隆
本間 隆（ほんま たかし、1896年7月31日 - 1992年6月6日）は、日本の経営者。北海道放送社長を務めた。

## 経歴・人物
長野県南佐久郡前山村（現佐久市）出身。1911年に地元の高等小学校を卒業すると、1912年に国民新聞社に入社。静岡民友新聞社を経て、1936年に北海タイムズ社(のちの北海道新聞社)に転じ、1951年に北海道放送取締役に就任し、1957年に代表取締役を経て、1972年には社長に就任。1973年に会長に就任し、1974年に相談役を経て、1987年から名誉顧問に就任した。
1973年に勲三等瑞宝章を受章。
1992年6月6日心不全のために死去。95歳没。